# Кондаков, Фёдор Германович
Фёдор Ге́рманович Кондако́в (20 января 1923 — 28 апреля 2001) — судоремонтник Мурманской судоверфи, Герой Социалистического Труда (1976).

## Биография
Фёдор Кондаков родился 20 января 1923 года в деревне Устьянская Архангельского уезда Архангельской губернии (современная территория округа Варавино-Фактория города Архангельска). Русский. В 1939 году окончил 7 классов школы, после чего работал в Северодвинске в тресте «Северолес» слесарем-фрезеровщиком механических мастерских. В 1942 году призван в ряды Красной Армии, служил оружейным мастером в 364-й стрелковой дивизии. Прошёл всё войну, принимал участие в сражениях на Ленинградском, Волховском, Прибалтийском фронтах, дошёл до Берлина, закончив войну в звании сержанта. Демоболизовался Кондаков в 1947 году.
После демобилизации Фёдор Германович перебрался в Мурманскую область, работал рыбаком на траулере, в 1948 году устроился бригадиром бригады мастеров-судоремонтников Мурманской судоверфи. Разработал методику работ по ремонту судов с последующей выдачей гарантийных паспортов.
За трудовые успехи указом Президиума Верховного Совета СССР в 1976 году Кондакову Фёдору Германовичу было присвоено звание Героя Социалистического Труда и вручены орден Ленина и Золотая медаль «Серп и Молот». Кондаков стал вторым после Михаила Васильевича Шеронкина работником Мурманской судоверфи, удостоенным этого почётного звания.
Среди других наград героя — орден Октябрьской Революции, орден Отечественной войны II степени, орден Красной Звезды, медаль «За отвагу», медаль «За оборону Ленинграда», медаль «За освобождение Варшавы», медаль «За взятие Берлина», медаль «За трудовую доблесть».
Умер Фёдор Германович в Мурманске 28 апреля 2001 года на 78-м году жизни.